# 5143 Heracles
5143 Heracles (1991 VL) là một tiểu hành tinh Apollo, cắt qua Sao Thủy, Sao Hỏa và là vật thể gần Trái Đất, được phát hiện ngày 7 tháng 11 năm 1991 bởi Shoemaker, C. S. tại Đài thiên văn Palomar.